# NGC 330
NGC 330 je kuglasti skup u zviježđu Tukanu. Spada u plave kuglaste skupove.

## Vanjske poveznice
- SEDS: NGC 0330